# Valentin Tournet
Pour les articles homonymes, voir Tournet.
Valentin Tournet, né le 16 avril 1996, est un chef d'orchestre et violiste français. Il est directeur musical de la Chapelle Harmonique et directeur artistique du Festival Musique à la source en Creuse.

## Biographie

### Enfance et jeunesse
Valentin Tournet naît en France à La Garenne-Colombes.
Il débute la viole de gambe à l’âge de 5 ans à la suite du choc provoqué par l'écoute de la bande musicale du film d’Alain Corneau Tous les matins du monde, film sur les compositeurs du XVIIe siècle Marin Marais et Jean de Sainte-Colombe, maîtres de la viole de gambe. Il entre au Conservatoire royal de Bruxelles pour étudier auprès de Philippe Pierlot, puis au Conservatoire de Paris auprès de Christophe Coin, et reçoit également les conseils de Jordi Savall,. Il suit des stages auprès de Jean-Louis Charbonnier et obtient un premier prix de viole de gambe, de musique de chambre et de formation musicale à l’âge de 14 ans,.
Il est membre, durant son enfance, de la Maîtrise des Hauts-de-Seine, le chœur d’enfants de l’Opéra de Paris et apprend la direction d’orchestre auprès de Pierre Cao. Il rencontre Philippe Herreweghe au Festival de Saintes,.

### Débuts professionnels
Il fait ses débuts en 2015 en soliste au Festival de musique ancienne de Bruges et au Festival Oude Muziek. Il pratique le répertoire traditionnel ancien avec le flûtiste François Lazarevitch et son ensemble Les Musiciens de Saint-Julien.
En association avec le Château de Versailles, il crée en 2017 la Chapelle Harmonique qui réunit un chœur et un orchestre jouant sur instruments d’époque. De la musique de chambre à la formation orchestrale et chorale, son activité se déploie dans des lieux emblématiques tels que l'Auditorium de Radio France, le musée du Louvre, les festivals de Beaune, La Chaise-Dieu, Auvers-sur-Oise ou Saint-Denis. La fondation Singer-Polignac l'accueille en résidence dès sa création.
Le 1er octobre 2019, alors qu'il fait ses débuts de chef à l'auditorium de Radio France, il appelle à l'entracte son amie Adèle Charvet, présente dans le public, pour remplacer au pied levé le contreténor David DQ Lee, souffrant, dans Le Messie de Haendel. L'entracte est allongé de vingt minutes pour lui faire déchiffrer la partition. Cet évènement est relaté par de nombreux médias.
Il collabore avec des personnalités de premier plan telles que Jean-François Zygel, Lou de Laâge, Alex Vizorek, et avec des institutions telles que la Comédie française ou la Cité internationale de la BD d’Angoulême.
En 2022, il devient le premier violiste nommé aux Révélations des Victoires de la Musique Classique.
Le 27 mars 2022, il est le parrain de la Journée de la viole de gambe à la Maison de la Radio et de la Musique.
Il redonne vie au seul ouvrage musical français à mettre en scène les Jeux Olympiques, les Fêtes Grecques et Romaines de Colin de Blamont, dans le cadre du programme culturel officiel de Paris 2024.
Son engagement pour la transition écologique s’exprime par le développement d'un programme mêlant musique et biodiversité avec Allain Bougrain Dubourg, président de la Ligue pour la Protection des Oiseaux.

### Résidence territoriale
Dès l'origine, il s'investit dans le territoire du Massif central, vaste région où est née sa vocation. C’est en effet au cœur des paysages de la Creuse que le film Tous les matins du monde, qui a déclenché sa passion pour la musique ancienne, a été tourné. Il y fonde en 2019 le festival Musique à la source, autour des lieux de tournage du film. Il y mène différents projets en lien avec l'Opéra de Limoges, l'association de candidature de Clermont-Ferrand et du Massif central à la capitale européenne de la culture 2028, le théâtre de Tulle, et s'engage pour la réhabilitation du théâtre à l'italienne de Guéret.

### Création contemporaine
Sa rencontre avec le compositeur Thierry Escaich donne lieu à une collaboration en 2018 lors d'un projet autour des compositeurs maçons,. Il travaille avec Jules Matton en 2019 alors que celui-ci est compositeur invité de l’opus 39 du Festival d'Auvers-sur-Oise[réf. souhaitée], ainsi qu'avec Juan Pablo Carreño à qui il commande un opéra sur La vida es sueño qui sera créé en 2023 au Teatro Mayor de Bogota et au festival Clasicos en Alcalá en Espagne.

### Famille
Valentin Tournet est l'arrière-petit-fils de l'écrivain Pierre-Henri Simon.

## Récompenses
- 2017 : Lauréat du fonds de dotation Porosus[36]
- 2018 : Prix FoRTE de la Région Île-de-France[37]
- 2022 : Nommé dans la Catégorie Révélations des Victoires de la Musique Classique[22],[38],[39]

## Discographie
- 2019 : Magnificat, Jean-Sébastien Bach avec Marie Perbost, Hana Blažiková, Eva Zaïcik, Thomas Hobbs, Stephan MacLeod La Chapelle Harmonique, dir. Valentin Tournet Label : Château de Versailles Spectacles Distinctions : Qobuzissime (Qobuz)
- 2021 : Les Indes galantes, Jean-Philippe Rameau avec Ana Quintans, Emmanuelle de Negri, Julie Roset, Mathias Vidal, Alexandre Duhamel, Edwin Crossley-Mercer, Guillaume Andrieux La Chapelle Harmonique, dir. Valentin Tournet Label : Château de Versailles Spectacles
- 2022 : Les Paladins, Jean-Philippe Rameau avec Sandrine Piau, Anne-Catherine Gillet, Mathias Vidal, Florian Sempey, Nahuel Di Pierro, Philippe Talbot La Chapelle Harmonique, dir. Valentin Tournet Label : Château de Versailles Spectacles Distinctions : Diamant d'Opéra Magazine
- 2022 : Motets, Jean-Sébastien Bach avec Hélène Walter, Anna-Lena Elbert, William Shelton, Benjamin Glaubitz, Christian Immler La Chapelle Harmonique, dir. Valentin Tournet Label : Château de Versailles Spectacles
- 2022 : Les Fables de La Fontaine avec Marie-Claude Chappuis La Chapelle Harmonique, dir. Valentin Tournet Label : B Records
- 2023 : Te Deum H.146, De profundis H.189, Magnificat H.79 de Marc-Antoine Charpentier avec Gwendoline Blondeel, Cécile Achille, David Tricou, Mathias Vidal, Geoffroy Buffière La Chapelle Harmonique, dir. Valentin Tournet Label : Château de Versailles Spectacles